# Michael Brecker

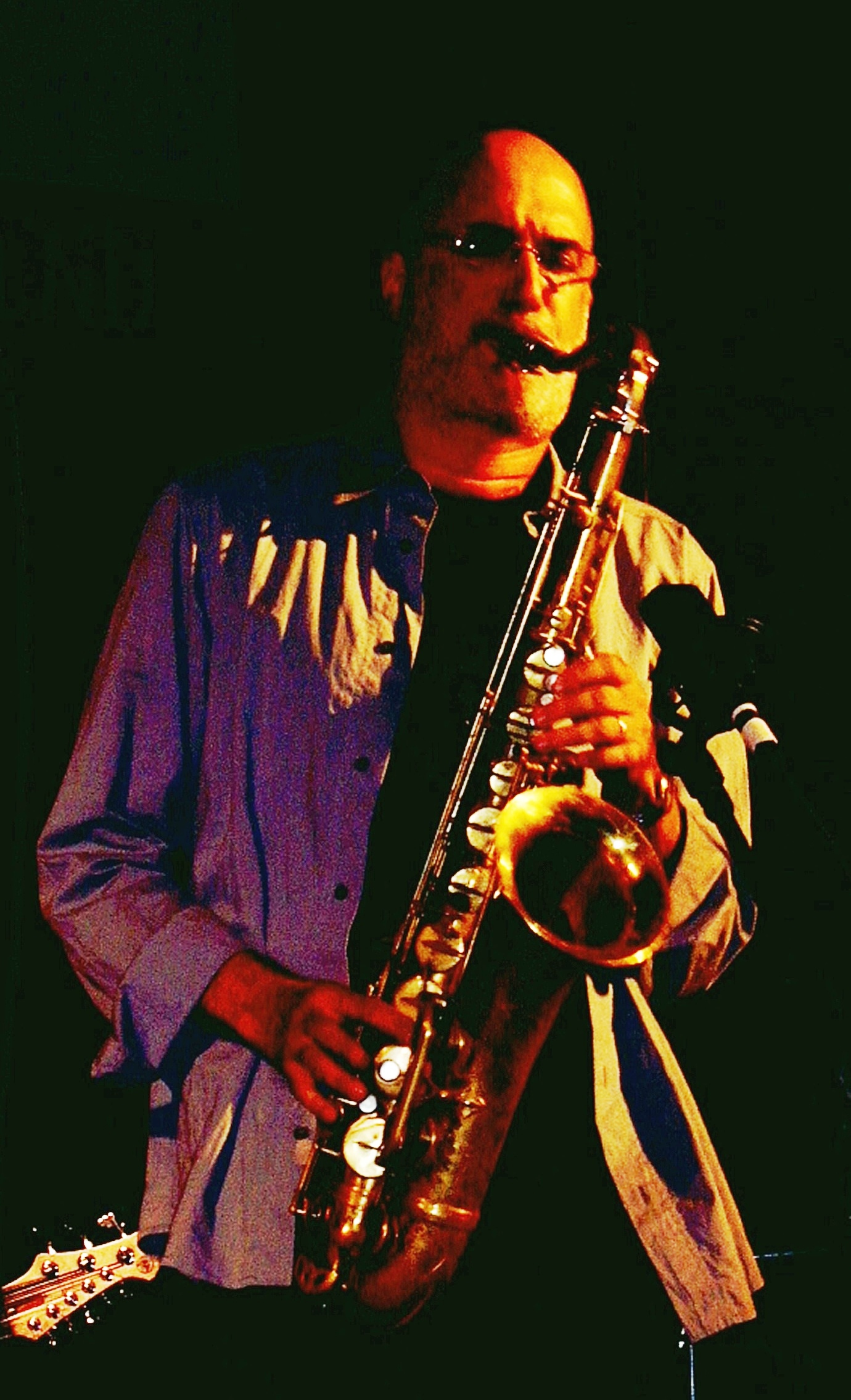
Michael Brecker in concerto a New York nel 2004

Michael Leonard Brecker (Filadelfia, 29 marzo 1949 – New York, 13 gennaio 2007) è stato un sassofonista statunitense, probabilmente il più influente e apprezzato sassofonista jazz sulla scena musicale a partire dalla metà degli anni settanta.

## Biografia
(Michael Brecker, intervista del 2004)
Brecker nacque a Filadelfia, Pennsylvania. Il padre, un pianista jazz dilettante, influì certamente sui gusti musicali dei figli, e li spinse a studiare musica: Michael inizialmente studiò il clarinetto, passando poi al sax alto e infine al tenore durante le scuole superiori.
Si iscrisse alla Indiana University, esplorando sia la scuola di musica sia la facoltà di medicina, prima di decidere che preferiva suonare piuttosto che passare il tempo nelle aule universitarie. Nel 1970 Michael si trasferì a New York, partecipando alla scena jazz e entrando nel gruppo jazz-rock Dreams (con il fratello maggiore Randy alla tromba, il batterista Billy Cobham, il trombonista Barry Rogers, Jeff Kent e Doug Lubahn).
Dopo questa breve esperienza ebbe l'opportunità di suonare con Horace Silver e Billy Cobham, prima di formare con suo fratello Randy il gruppo fusion Brecker Brothers. Il gruppo, che durò con discreto successo dal 1975 al 1982, suonava una fusion in stile Weather Report, con una grande attenzione agli arrangiamenti ed alle ritmiche rock.
Fin dagli inizi della sua carriera non smise mai di suonare come collaboratore o semplice turnista in sala di incisione, con musicisti e gruppi di grande rilievo, sia in ambito jazz che rock. In effetti fino al suo debutto come solista, Brecker era soprattutto noto per il suo lavoro di studio, partecipando a moltissimi album di cantautori e complessi pop, tra cui quelli di Jackson Browne, James Taylor, Steely Dan, Donald Fagen e Joni Mitchell (memorabile la tournée di Shadows and Light insieme a Pat Metheny e Jaco Pastorius). Da segnalare la collaborazione del 1978 con Frank Zappa (nell'album doppio dal vivo Zappa in New York) e le apparizioni nei primi anni '80 con la band del noto programma televisivo Saturday Night Live.
Il suo stile interpretativo fu dunque influenzato anche dalle frequentazioni pop. Brecker, seguendo la lezione di Miles Davis e dei primi Weather Report, era un jazzista che vedeva nel rock un opportuno ampliamento del suo discorso musicale:
(The New York Times)
Dopo una proficua militanza con gli Steps Ahead insieme a Mike Mainieri, Brecker registrò il suo primo album solo nel 1987.
Nel corso degli anni novanta sperimentò a lungo con uno strumento elettronico chiamato Electronic Wind Instrument (''EWI), una sorta di sax soprano elettronico che permette di utilizzare suoni campionati).
Nel 2001 partecipa come ospite, al progetto di Billy Cobham "Drum 'n' voice 1", album prodotto in Italia da Lino Nicolosi e Pino Nicolosi
La sua ultima apparizione ufficiale è avvenuta nel giugno del 2006 con Herbie Hancock in un concerto alla Carnegie Hall di New York.
Affetto dal 2005 dalla sindrome mielodisplasica (degenerata poi in leucemia), è morto in un ospedale di New York il 13 gennaio 2007, all'età di 57 anni. Il funerale ha avuto luogo a Hastings-on-Hudson.

## Collaborazioni
Fra gli innumerevoli artisti con cui ha collaborato si distinguono:
John Abercrombie

Frank Zappa, Aerosmith, James Brown, Paul Simon, Joni Mitchell, Lou Reed, Funkadelic, Steely Dan, John Lennon, Dire Straits, Elton John, James Taylor, Chick Corea, Pat Metheny, Gonzalo Rubalcaba, Vince Mendoza, Papo Vasquez, McCoy Tyner, Herbie Hancock, Billy Cobham, Chet Baker, George Benson, Quincy Jones, Charles Mingus, Wynton Marsalis, Frank Sinatra, Bruce Springsteen, Robben Ford, Adam Nussbaum, Billy Joel, Mike Stern, John Scofield, Gary Burton, Peter Erskine, Steve Khan, Marc Johnson, Mike Mainieri, Jaco Pastorius, Eldar Djangirov, Bob James, Patti Austin, Dave Weckl Novecento, Marina Rei, John McLaughlin, Claus Ogerman.

## Premi

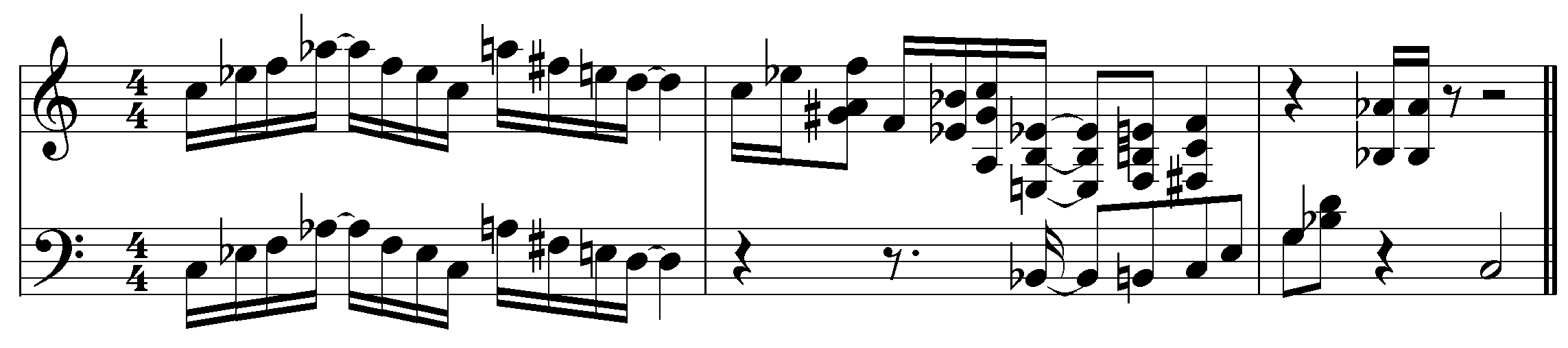
Introduzione a Some Skunk Funk

A tutto il 2005 - il suo ultimo anno di attività - Brecker aveva collezionato 11 Grammy come musicista e compositore, inclusi i 2 per il suo ultimo album solista, Wide Angles (2003), composto da 10 brani eseguiti da una band di 15 elementi, chiamati da Brecker Quindectet.

## Discografia

### Da solista
- 1987 - Michael Brecker (con Kenny Kirkland, Pat Metheny, Charlie Haden e Jack DeJohnette - Impulse!
- 1988 - Don't Try This At Home (con Mike Stern, Charlie Haden, Jack DeJohnette, Herbie Hancock e Peter Erskine) - Impulse!
- 1990 - Now You See It... (Now You Don't) (con Don Alias e Omar Hakim)  - Impulse!
- 1994 - The cost of living  (Nov. 89 live in Belgrado con Joey Calderazzo, Jay Anderson e Adam Nussbaum - Jazz Door
- 1996 - Tales From The Hudson (con Pat Metheny, Jack DeJohnette, Dave Holland, Joey Calderazzo, McCoy Tyner e Don Alias)  - Impulse!
- 1998 - Two Blocks From The Edge (con Joey Calderazzo e Don Alias)  - Impulse!
- 1999 - Time Is Of The Essence (con Pat Metheny e Elvin Jones)  - Impulse!
- 2001 - Nearness of You: The Ballad Book (con Pat Metheny, Herbie Hancock, Jack DeJohnette, Charlie Haden, ospite: James Taylor) - Verve
- 2003 - Wide Angles  - Verve
- 2007 - Pilgrimage  - Emarcy/Warner - (con Pat Metheny, Herbie Hancock, Brad Meldau, John Patitucci, Jack Dejonette)

### Co-leader
- 1982 - Cityscape (con Claus Ogerman)
- 1985 Don Grolnick Hearts and numbers
- 1995 - Infinity  (con McCoy Tyner)
- 2002 - Directions in Music: Live at Massey Hall, Celebrating Miles Davis & John Coltrane (con Herbie Hancock, Roy Hargrove, John Patitucci, Brian Blade)
- 2004 - Gathering of Spirits (con Joe Lovano e Dave Liebman)

### Brecker Brothers
- 1975 - The Brecker Bros
- 1976 - Back To Back
- 1977 - Don't Stop the Music
- 1978 - The Heavy Metal Be-Bop
- 1980 - Detente
- 1981 - The Straphangin
- 1992 - The Return Of The Brecker Brothers
- 1994 - Out Of The Loop
- 1995 - The Brecker Brothers, Live
- 2005 - Randy & Michael Brecker: Some Skunk Funk

### Steps Ahead
- 1979 - Smokin' In the Pit
- 1980 - Step By Step
- 1982 - Paradox
- 1983 - Steps Ahead
- 1984 - Modern Times
- 1985 - Magnetic
- 1986 - Live in Tokyo
- 1989 - N.Y.C.
- 1992 - Yin Yang
- 1995 - Vibe
- 1999 - Live In London '99
- 2002 - Holding Together (Live 1999-2CD)

### Collaborazioni
- 1973 - Lou Reed: Berlin
- 1975 - Bruce Springsteen: Born to Run
- 1976 - Billy Cobham: A Funky Thide of Sings
- 1978 - Frank Zappa: Zappa in New York
- 1980 - Joni Mitchell: Shadows and Light
- 1980 - Pat Metheny: 80/81
- 1981 - Chick Corea: Three Quartets
- 1983 - Mark Knopfler: Local Hero
- 1984 - John Abercrombie: Night (con Jack DeJohnette e Jan Hammer)e Gettin' There
- 1985 - Dire Straits: Brothers in Arms
- 1990 - Claus Ogerman: Claus Ogerman featuring Michael Brecker
- 1996 - Herbie Hancock: The New Standard (con Jack DeJohnette, Dave Holland, John Scofield e Don Alias)
- 1993 - Vince Mendoza Jazzpana
- 1999 - Vince Mendoza Epiphany